# Arcos do Jardim
Les Arcos do Jardim (littéralement : Arches du jardin) sont la partie la plus visible de l'aqueduc Aqueduto de São Sebastião situé dans la ville portugaise de Coimbra.

## Histoire
La structure originale a été construite sous la Rome antique pour fournir de l'eau à la ville d'Aeminium.
Pendant les Invasions barbares, les Suèves détruisirent l'évêché voisin de Conimbriga, dont le nom et la fonction furent ensuite transmis à Aeminium. Après les conquêtes mutuelles de Coimbra dans les conflits entre chrétiens et maures, l'aqueduc était en ruines.
Sous le règne de Sébastien Ier, l'ingénieur Filippo Terzi (en portugais : Filipe Terzi) de Bologne en Italie fit construire l'aqueduc actuel en 1583. Utilisant les anciennes fondations et de nombreux blocs de construction antiques, le travail était en grande partie une restauration et n'a duré que quelques mois.